# Saint-Roch-sur-Égrenne
Saint-Roch-sur-Égrenne è un comune francese di 204 abitanti situato nel dipartimento dell'Orne nella regione della Normandia.

## Società

### Evoluzione demografica
Abitanti censiti